# Jan von Haeften
Johan Adam Werner Klaus Günter „Jan“ von Haeften (* 19. Juli 1931 in Berlin; † 13. Juni 2017) war ein deutscher Unternehmer.

## Leben
Von Haeften war der Sohn des Widerstandskämpfers Hans Bernd von Haeften (1905–1944) und von Barbara Curtius (1908–2006), Tochter des ehemaligen Reichsministers und Juristen Julius Curtius. Seine Mutter wurde am 25. Juli 1944 ebenfalls verhaftet, nachdem sie Jan und seine Geschwister in die Obhut der Großeltern gegeben hatte. Trotzdem geriet auch er zeitweise in Sippenhaft. Sein Großvater war der Präsident des Reichsarchivs Hans von Haeften (1870–1937). Mütterlicherseits stammt Haeften vom Firmengründer Franz Haniel ab.
Nach dem Besuch von Privatschulen in Deutschland und Schottland machte er eine Lehre bei Rheinpreussen in Duisburg-Homberg und war anschließend Angestellter eines Sägewerks in Bebra. 1955 wurde er als 24-Jähriger Geschäftsführer der Montan-Union AG in Wien. In den 1960er Jahren gründete Haeften in Hamburg mit einem Partner die Lehndorffsche Vermögensverwaltung.
Von 1991 an gehörte er zum Verwaltungsrat der Schweizer Metro-Holding. 2000 wurde er Nachfolger von Erwin Conradi als Aufsichtsratsvorsitzender bis zum Mai 2003. Bis 2003 war er auch Aufsichtsratsvorsitzender des Haniel-Konzerns und Oberhaupt des Haniel-Clans; damit war er Chef eines 250 Jahre alten Familienunternehmens mit einem Umsatz von jährlich 20 Milliarden Euro. Sein Nachfolger wurde Franz Markus Haniel.
Auf Mallorca betrieb er eine Finca.
Haeften heiratete am 30. Oktober 1957 in Hamburg die Tochter des Widerstandskämpfers Heinrich Graf von Lehndorff-Steinort Marie Eleonora (Nona) Gräfin von Lehndorff (1937–2018), von der er sich 1973 scheiden ließ. Aus der Ehe gingen zwei Söhne hervor.